# Krav maga

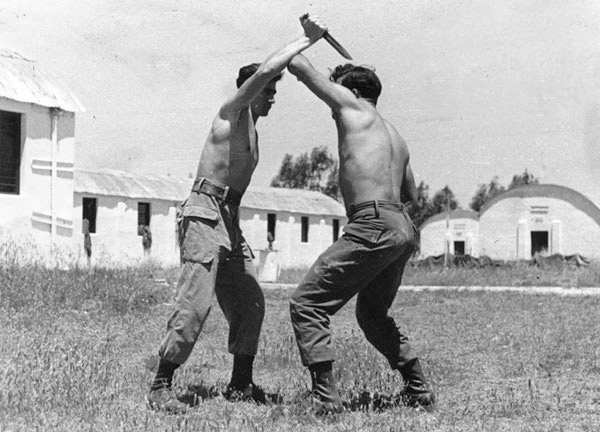
Israeliska fallskärmsjägare tränar krav maga, 1955.

Krav maga, av hebreiska קרב מגע, "närstrid", (sammansatt av krav, "strid"; maga, "kontakt, nära"), ibland förkortat KM, är samlingsnamnet för flera självförsvars- och närstridssystem med rötterna i Israel. Krav maga utvecklades av Imi Lichtenfeld på 1930-talet, men sedan metoden togs i bruk av den israeliska armén på 1960-talet har det tillkommit civil-, polisiär- och tredjepartstillämpningar. 

## Krav maga i Sverige
Systemet är sedan 2005 medlem av Svenska Budo- och Kampsportsförbundet . I Sverige finns flera olika krav maga-förbund. 